# Pierre-Basile Lepaute
Pierre-Basile Lepaute, est un horloger français, né à Thonne-la-Longue en 1750, mort en 1843. Il est le neveu de Jean-André Lepaute.
Il est l’inventeur du remontoir d’égalité qu’il adapta à la pendule astronomique construite pour le Bureau des longitudes et placée à Observatoire de Paris. Il a également introduit ce mécanisme dans l’horloge du château de Compiègne.

## Source
« Pierre-Basile Lepaute », dans Pierre Larousse, Grand dictionnaire universel du XIXe siècle, Paris, Administration du grand dictionnaire universel, 15 vol., 1863-1890 [détail des éditions].